# جامعة كولومبيا الوطنية
جامعة كولومبيا الوطنية (بالإسبانية: Universidad Nacional de Colombia)‏ هي جامعة عامة ومستقلة ذات طابع وطني كولومبي. تم تأسسيها بموجب قانون عام 22 سبتمبر 1867 من قبل كونغرس الولايات المتحدة الكولومبية. كان لمسيرتها وتأثيرها التاريخي وحجم أبحاثها دورًا هامًا في تحويلها واحدة من أبرز المراكز الأكاديمية الهامة في كولومبيا وواحدة من الأكثر تميزًا في أمريكا اللاتينية. وتُمثل الجامعة الوطنية الأكثر إنتاجًا في مجال العلوم.
يقع حرمها الجامعي الرئيسي، الذي هو الأكبر في كولومبيا مع سبعة عشر مبنى تم إعلانهم بوصفهم نصب تذكاري وطني وموقع تراث تاريخي، في مدينة بوغوتا، وهناك أيضًا المقرات الأخرى في ميديلين، الذي يعود إلى المدرسة التاريخية للمناجم في أنتيوكيا، مانيزاليس وبالميرا، مع بعض المقرات الأخرى في أروكا وليتيسيا وتوماكو وسان أندريس. بينما يخضع لولايتها القضائية المرصد الفلكي الوطني، والذي يُعد المرصد الأقدم في أمريكا، ومتحف الأحياء القديمة في بييا دي دي لييبا ودير القديس أجوستين وكاسا متحف خورخي إلييثير جايتان.
تتألف الجامعة من ست كليات وهم الحقوق والطب والعلوم الطبيعية والهندسة والفنون والحرف والآداب والفلسفة. أيضًا تضم إلى ذلك المرصد الفلكي والمتحف الوطني والمختبر الكيميائي الوطني والمكتبة الوطنية ومستشفى للجمعيات الخيرية والعسكرية.